# Garra
Garra – rodzaj ryb z rodziny karpiowatych (Cyprinidae).

## Występowanie
Występują w subtropikalnych i tropikalnych wodach Azji Południowej i Azji Południowo-Wschodniej, w południowo-wschodniej części Turcji, niektóre gatunki zamieszkują obszar Afryki.

## Budowa
Ciało wydłużone o cylindrycznym kształcie, nieco spłaszczone. Dolna warga przekształcona jest w przyssawkę umożliwiającą przyczepienie się do skał lub kamieni w wartkiej, rwącej wodzie. Dorastają od 6 do 30 cm długości.

## Klasyfikacja
Gatunki zaliczane do tego rodzaju:
| - Garra abhoyai - Garra aethiopica - Garra allostoma - Garra alticorpora - Garra annandalei - Garra apogon - Garra arupi - Garra barreimiae - Garra bibarbatus - Garra bicornuta - Garra bisangularis - Garra bispinosa - Garra blanfordii - Garra borneensis - Garra bourreti - Garra buettikeri - Garra cambodgiensis - Garra ceylonensis - Garra chebera - Garra compressus - Garra congoensis - Garra cryptonemus - Garra cyclostomata - Garra cyrano - Garra dembecha - Garra dembeensis - Garra dunsirei - Garra duobarbis - Garra elongata - Garra emarginata - Garra ethelwynnae - Garra fasciacauda - Garra findolabium - Garra fisheri - Garra flavatra - Garra fuliginosa - Garra geba - Garra ghorensis - Garra gotyla - Garra gracilis - Garra gravelyi - Garra hainanensis - Garra hindii - Garra hughi - Garra ignestii - Garra imbarbatus - Garra imberba - Garra imberbis - Garra kalakadensis - Garra kalpangi - Garra kempi - Garra laichowensis - Garra lamta | - Garra lancrenonensis - Garra lautior - Garra lissorhynchus - Garra litanensis - Garra longipinnis - Garra makiensis - Garra mamshuqa - Garra manipurensis - Garra mcclellandi - Garra menoni - Garra micropulvinus - Garra mirofrontis - Garra mlapparaensis - Garra mullya - Garra naganensis - Garra nambulica - Garra namyaensis - Garra nasuta - Garra nigricollis - Garra notata - Garra nujiangensis - Garra orientalis - Garra ornata - Garra paralissorhynchus - Garra periyarensis - Garra persica - Garra phillipsi - Garra poecilura - Garra poilanei - Garra propulvinus - Garra qiaojiensis - Garra quadrimaculata - Garra rakhinica - Garra regressus - Garra robustus - Garra rossica - Garra rotundinasus - Garra rufa - Garra rupecula - Garra sahilia - Garra salweenica - Garra smarti - Garra spilota - Garra surendranathanii - Garra tana - Garra tengchongensis - Garra theunensis - Garra trewavasai - Garra variabilis - Garra vittatula - Garra wanae - Garra waterloti - Garra yiliangensis |

Gatunkiem typowym jest Cyprinus (Garra) lamta (G. lamta).

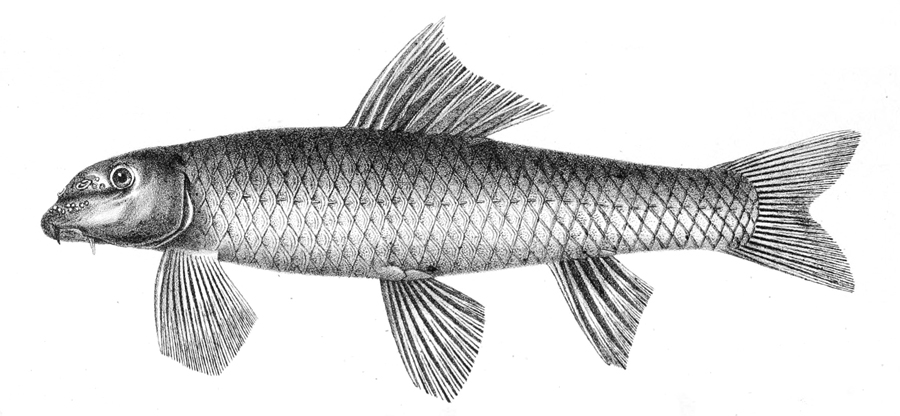
Garra gotyla
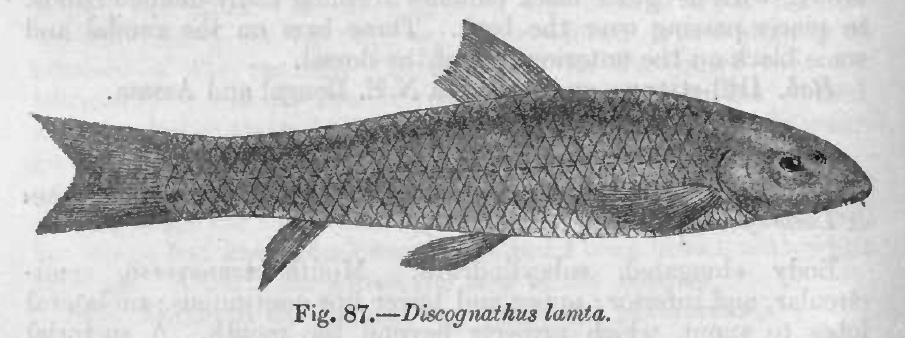
Garra lamta
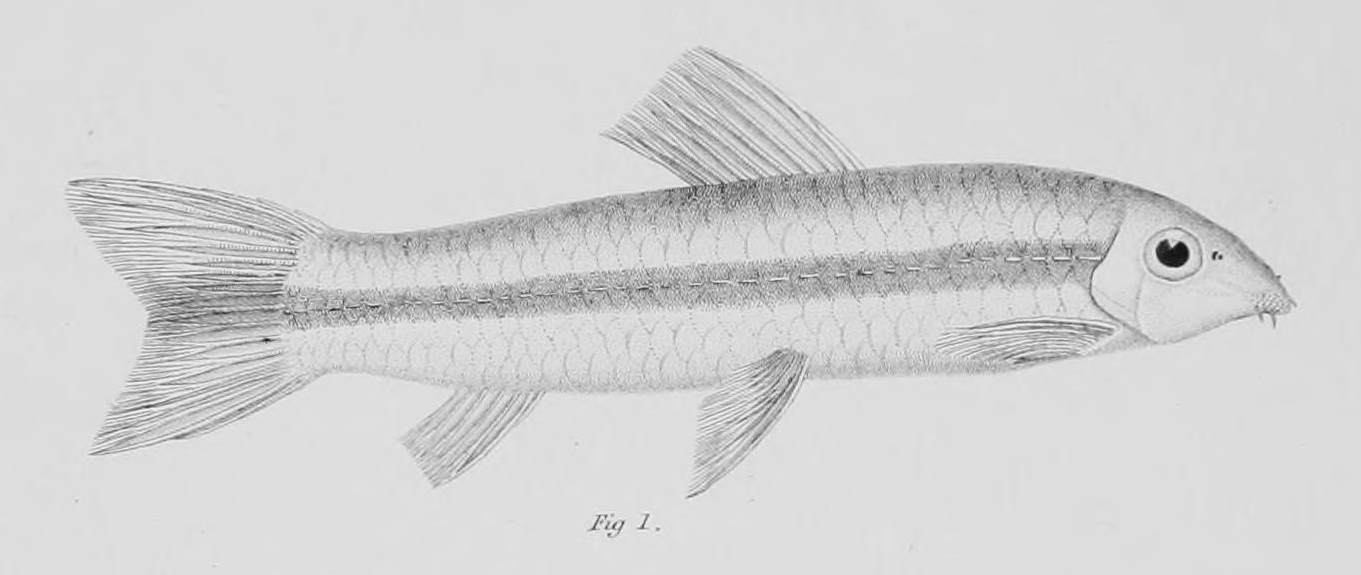
Garra mullya